# Колумбо
36°31′00″ с. ш. 25°29′30″ и. д. / 36.516667° с. ш. 25.491667° и. д.
Колумбо е активен подводен вулкан в Егейско море.
Намира се на 8 км североизточно от остров Санторини.
Колумбо е вулканът с най-голям конус в Европа (диаметър – 3 км и 1,5 км с кратера). В съседство има активни още около 20 по-малки подводни вулканични огнища, които заедно оформят пръстена под формата на верига от вулкани на Санторини.
Колумбо е открит през 1649 – 1650 г., благодарение на „нарушението“ на повърхността на морето. Избухването му в тези години било достатъчно, за да се направи веднага аналогията с описаното в древността изригване на Санторини.
Събитието в средата на 17 век остава незабравимо за съвременниците му. В резултат от експлозията загиват около 70 души и много животни. Изригването с експлозията на вулкана причинява щети на близките острови на разстояние от 150 km. В резултат от това избухване височината на Колумбо намалява с 10 м. под повърхността на морето, а активността му не престава.
През 2006 г. са проведени проучвания на вулканичния подводен кратер, чиято подморска височина е 505 м. спрямо тази на морското дъно в съседство. В резултат от проучването се установява, че при изригването си през 1649/50 г. Колумбо изпуска в атмосферата около 60 куб.км. магма, което е сравнимо с това от Тамбора от 1815 г.